# Renada-Laura Portet
Renada-Laura Portet est le nom de plume de Renada-Laura Calmon-Ouillet (28 août 1927 - 5 septembre 2021), écrivaine et linguiste française, originaire du Roussillon. 
Elle est l'une des voix littéraires les plus importantes de la Catalogne du Nord. Elle cultive les genres de la poésie, de la nouvelle, du roman, du théâtre et des essais, ainsi que des écrits scientifiques ou de recherche sur des sujets tels que la linguistique, la toponymie ou l'onomastique. 

## Biographie
Renada-Laura Calmon-Ouillet naît à Saint-Paul-de-Fenouillet dans les Pyrénées-Orientales, le 28 août 1927. Renada-Laura Portet est son nom d'épouse. Elle utilise également différents pseudonymes littéraires, notamment Caterina Martí, Isabel Rosselló, Vicenta Pallarès, Toni Vidaló et Ramon Oliver.
Elle est diplômée en lettres et langues romanes de l'université de Montpellier et effectue un doctorat en philologie romane,. Elle devient professeure dans l'enseignement secondaire et dirige le collège Comte Guifré, un institut privé d'enseignement secondaire en langue catalane, tout en se consacrant à l'écriture,.
Elle vit pendant quatre ans en Algérie, puis à Poitiers pendant douze ans.
Autrice de nombreux recueils de poésies, de proses et de nouvelles, ses travaux rejoignent les programmes universitaires catalan de l'Université de Trèves (Allemagne) et de l'Université de Virginie-Occidentale (États-Unis), ainsi que le programme français de l'Université de Pennsylvanie (États-Unis).
Elle publie des histoires et des poèmes dans des revues locales ainsi que des articles de recherche sur l'onomastique catalane. En tant que poète, nouvelliste ou romancière, elle apparait dans sept anthologies universitaires aux États-Unis, en Italie, en France, en Catalogne et en Allemagne, comme Moderne katalanische Erzahlungen / Contes catalans moderns (Bonn : Romanistischer Verlag, 1988).
Elle est également l'autrice d'ouvrages scientifiques portant sur la toponymie et l'onomastique,. 
Renada-Laura Calmon-Ouillet meurt à Elne, le 5 septembre 2021.

## Hommages et distinctions

### Distinctions
- 1974 : prix du ministère de la Culture français[4]
- 1976 : Grand Prix de poésie Ginesta d'Or, à Perpignan[4]
- 1980 : prix de la Bibliothèque catalane[4]
- 1981 : prix Vila de Perpinyà-Modest Sabaté pour Els noms de lloc del Rosselló[4]
- 1981 : prix Victor Català (plus tard retiré) pour Castell negrey[4]
- 1993 : maître d'Honneur de l'ordre international des Anysetiers[4]
- 1995 : officier de l'ordre des Palmes académiques[4]
- 1997 : prix Joan Blanca[4]
- 1999 : commandeur de l'Ordre de l’Estrella d’Or, Fondation européenne[4]
- 1999 : prix majeur des lettres[4]
- 2000 : médaille d'argent de l'ordre de la Reina Violant[Quoi ?] pour Vallbona de les Monges[4]
- 2002 : finaliste du prix Josep Pla pour Rigau & Rigaud. Un pintor a la cort de la rosa gratacul[6]
- 2004 : Creu de Sant Jordi[4]
- 2004 : prix Ramon Juncosa du récit pour Una dona t'escriu[4]
- 2005 : prix Méditerranée-Roussillon[4]
- 2007 : prix Rose Award pour l'ensemble de son œuvre[4]
- 2017 : Coll de Manrella Memorial award[Quoi ?][7]

### Hommages
- 1991 : le cinéaste Robert Guisset réalise un film littéraire portrait intitulé Renada'Song dédié à l'auteur[2].
- 2017 : à l'occasion de son 90e anniversaire, le Département de la Culture de Catalogne, l'Institut d'Estudis Catalans et l'Institution des lettres catalanes rendent hommage à sa carrière littéraire et à son engagement[2]
- 2017 : Carme Pagès a consacré un ouvrage, intitulé Renada-Laura Portet: La seva essència, à son œuvre[8].
- Le prix Renada Laura Portet (Perpignan) récompense de jeunes écrivains d'âge scolaire[9].

## Œuvres choisies

### Poésies
- 1990 : Jocs de convit
- 1992 : Una ombra anomenada oblit
- 1994 : El cant de la Sibil la
- 2017 : N'hom

### Nouvelle
- 2004 : Una dona t'escriu

### Prose
- 1981 : Castell negre
- 1983 : L'escletxa
- 2002 : Rigau & Rigaud

### Écrits scientifiques
- 1981 : Els noms de lloc del Rosselló
- 1983 : Toponimia rossellonesa